# Phreatia albiflora
Phreatia albiflora är en orkidéart som beskrevs av Henry Nicholas Ridley. Phreatia albiflora ingår i släktet Phreatia och familjen orkidéer. Inga underarter finns listade i Catalogue of Life.